# Михаил Венков (режисьор)
 Тази статия е за режисьора.  За футболиста вижте Михаил Венков.  
Михаил Александров Венков е български кинооператор и режисьор. Роден е в семейството на Александър Венков и Анна Михайлова Карапеткова и е правнук на поборника от Априлското въстание Тодор Карапетков.

## Биография
Роден е в град София на 27 октомври 1947 г., брат на професор Симеон Венков.
Завършва Техникум „Фина механика и оптика“ със специалност кинотехника. В периода 1968 – 1970 г. учи във ВМЕИ. През 1975 г. завършва операторско майсторство във ВГИК.
От 1975 до 1981 работи като оператор в СИФ „Бояна“ и СТФ „Екран“. От 1982 до 1992 е оператор и режисьор в СТФ „Екран“, а от 1993 до 2006 е щатен и извънщатен режисьор в БНТ. Режисьорски дебют в документалното кино с филма „Срещи с Петър Димков“, 1981 г., 35 мм, 90 мин.
Награда за дебют, награда за Документален филм и награда на критиката от кинофестивала за неигрално кино „Златен ритон“ в Пловдив през 1981 г.

## Филмография
Режисьор на документалните филми
- „Дух и материя“ (2015 г. произведен с помощта на НФЦ, сценаристи Григор Григоров и Невелина Попова) – документален филм за скулптора Александър Дяков
- „Сърцатата чета на Михайл Герджиков“ (2005, 56 мин., сценарист Миглена Казарян, произведен БНТ)
- „Жива песен - Снежана“ (1997)
- „Илия Бешков“ (1991, 16 мм, 52 мин. пр. СТФ „Екран“. Филм за творческото вдъхновение, житейската философия и смъртта на художника.)
- „Забрава“ (1994 г. 30 мин. пр. ЦПТФ на БНТ. Сценарист Димитър Езекиев. Портрет на Пенчо Семов – индустриалец и невероятно щедър дарител на гр. Габрово, починал 1945 г.)
- „Христо Минчев разказва“ (1987, 35 мм, 40 мин., пр. Военна киностудия. Портрет на един от последните македоно-одрински опълченци, племенник на Михаил Герджиков.)
- „Вторият манш на Стенмарк“ (1986, 16 мм, 40 мин. Филм за легендарния шведски скиор алпиец Ингемар Стенмарк.)
- „Кишо Курокава“ (1983, 16 мм 54 мин., съвместно с Оскар Кристанов и Павел Васев. Портрет на японския архитект.)
- „Дуел“ (1982, 35 мм, 30 мин. док. спортен филм, проследяващ старт от Световната купа, проведен в Боровец. Експериментално композирана и записана музика по картина – композитор Симеон Венков. Награда на кинофестивала за спортни филми в Словения.)
- „Срещи с Петър Димков“ (1981)

Филми от рубриката на БНТ „Човешка комедия“ 2000 – 2003 г.
- „Еднокрачко убива злото“ (2003, 29 мин., портрет на българския художник наивист Росен Рашев – „Рошпака“). Филмът е награден на международния фестивал „Золотой Витязь“ 2005 г.
- „Любов от пръв поглед“ (2002)
- „Жесток романс за Галя М“ (2001)
- „Изборът на Венета“ (2001)
- „Фотосветолетопис“ (2001)

Режисьор на филми от историческата тв рубрика на БНТ „Мати Болгария“
- „Освобождението“ (1995 г. 30 мин. – посветено на 3 март, сценарист проф. Андрей Пантев)
- „Първите 7 години на един княз“ (1997 г., 30 мин. За княз Фердинанд, сценарист Петър Константинов)
- „Апостолът от Кукуш“ (1998 г. 27 мин. Портрет на Гоце Делчев)

Като сценарист
- „Изборът на Венета“ (2001)
- „Жива песен“ – поредица от 7 филма, производство на БНТ, за периода 1996 – 1998 г. като „Снежана“, „Венета“ и др. (1997)
- „Дуел“ (1981)
- „Вторият манш на Стемарк“ (1986)
- „Срещи с Петър Димков“ (1981)

Като оператор на игрални филми
- „Ако те има“ (режисьор и сценарист Илия Велчев) (35 мм, производен в СИФ „Бояна“, 1983)
- „Тридесет и един чифт волове“ (режисьор Кольо Петров, сценарист Никола Георгиев, в главната роля Петър Слабаков, производство СТФ „Екран“ 1977 г., 16 мм)
- „Черният щъркел“ (режисьор Лиляна Пенчева, сценарист Максим Наимович, пр. СТФ „Екран“, 16 мм)